# Lozen (distrikt i Bulgarien, Oblast Sofija grad)
Lozen (bulgariska: Лозен) är ett distrikt i Bulgarien.   Det ligger i kommunen Stolitjna Obsjtina och regionen Sofija-grad, i den västra delen av landet, 17 km sydost om huvudstaden Sofia.
I omgivningarna runt Lozen växer i huvudsak lövfällande lövskog. Runt Lozen är det tätbefolkat, med 570 invånare per kvadratkilometer.